# Justinus I
Flavius Iustinus (Latijn: Imperator Caesar Flavius Iustinus Augustus; Grieks: Ἰουστίνος) (Dardania, ca. 450 - Constantinopel, 1 augustus 527), bekend als Justinus I (Nederlands, verouderd: Justijn), was Romeins Keizer van 518 tot 527. Zijn bewind is betekenisvol voor het stichten van een dynastie, die ook zijn eminente neef Justinianus I omvat en de wetten die de invloed van de oude Byzantijnse adeldom beperkten.

## Leven
Justinus werd geboren in een gehucht nabij Bederiana, in de Romeinse provincie Dardania, onderdeel van het diocees Dacia (zie Romeinse provincies). Als tiener vluchtte hij samen met twee compagnons, Zimarchus en Dityvistus, voor een invasie van barbaren en zocht zijn toevlucht in Constantinopel. Justinus sloot zich aan bij het leger. Volgens Procopius sloot Johannes de Gebochelde, magister militum van het leger dat Anastasius tegen de Isauriërs had gestuurd, Justinus op in de gevangenis. Maar hij liet hem vrij, nadat hij drie nachten na elkaar in een droom door een wezen was bezocht, dat daarop aandrong. Door zijn bekwaamheid steeg hij door de rangen om uiteindelijk generaal te worden en commandant van de paleisgarde onder keizer Anastasius I. Hij was commandant van de enige troepen in de stad. Dankzij deze positie en het uitdelen van geld was Justinus in staat om zijn verkiezing tot keizer in 518 veilig te stellen. Hij was analfabeet en bijna 70 jaar oud bij zijn troonsbestijging.
Als carrièresoldaat met weinig kennis van staatsmanschap omringde Justinus zich wijselijk met betrouwbare adviseurs. De meest prominente van deze mannen was zijn neef Flavius Petrus Sabbatius, die hij adopteerde als zijn zoon en de naam Justinianus gaf. Justinus had Lupicina (Euphemia) als vrouw, een slavin van barbaarse afkomst. Het is nu gebruikelijk om te zeggen dat Justinianus toentertijd het keizerrijk regeerde in naam van zijn oom, mede door de geschriften van de geschiedschrijver Procopius, maar er is veel bewijs van het tegendeel voorhanden. In feite werd Justinianus niet benoemd als opvolger tot minder dan een jaar voordat Justinus stierf.

## Beleid
Hij begon zijn keizerschap met het beëindigen van het Acaciaans schisma in 519.
In 525 herriep Justinus een wet, die het eigenlijk onmogelijk maakte voor een lid van de senatoriale klasse om een vrouw uit een lagere sociale klasse te huwen, inclusief mensen uit het theater, hetgeen als schandalig werd beschouwd in die tijd. Dit edict effende de weg voor Justinianus om Theodora te trouwen, een voormalige mimespeelster en uiteindelijk resulteerde dit in een aanzienlijke vervaging van het oude klasseonderscheid aan het Keizerlijke hof.
Zijn nadagen verliepen minder rimpelloos. In 526 brak de Iberische Oorlog (526-532) uit, een zoveelste conflict in de Byzantijns-Sassanidische oorlogen. In datzelfde jaar stierf de Ostrogoot Theodorik de Grote, een belangrijke bondgenoot. Zijn opvolging bracht spanningen met zich mee. Vanaf dat jaar ging Justinus' gezondheid achteruit. Op 1 april 527 benoemde hij Justinianus formeel tot mede-keizer en opvolger. Op 1 augustus van dat jaar stierf Justinus.

## Trivia
De stad Anazarbus werd in 525 te zijner ere hernoemd tot Justinopolis.